# Dai Burger
Dai Burger (wym. [deɪ]; ur. w Queens w Nowym Jorku) – amerykańska raperka pochodząca z Queens w Nowym Jorku.

## Kariera
Dai Burger zaczęła występować na scenie, gdy pracowała jako tancerka wspierająca podczas trasy Lil Mamy. Od tego czasu pojawiła się w kilku teledyskach, jak np. do utworu „Party” Beyoncé, i pracowała jako stylistka w butiku odzieżowym kostiumolog Patricii Field.
Karierę muzyczną rozpoczęła po opublikowaniu mixtape’u pt. Mymixxxytape w 2010, przy współpracy z raperką Junglepussy. Stwierdziła, że jej pseudonim artystyczny „wziął się znikąd”. W 2011 wydała swój drugi album zatytułowany Raw Burger z Junglepussy jako piosenkarką wspomagającą w utworze „Titty Attack”.
In Ya’ Mouf został wydany przez magazyn „Complex” w styczniu 2014. Mixtape, wyprodukowany przez Shane’a Augustusa i Mighty’ego Marka, został dobrze przyjęty ze względu na „mądre teksty utworów” i „pewną prezentację kobiecej siły”. Teledysk do singla „Soufflé” miał swoją premierę w magazynie „Interview” i został wybrany jednym z Najlepszych Feministycznych Teledysków 2013 roku (Best Feminist Music Videos of 2013) przez feministyczny blog Feministing.
Przygotowując swój kolejny projekt, Burger współpracowała z londyńskim producentem Darq E Freakerem przy utworze „Choppin Necks”. „Choppin Necks” został okrzyknięty przez krytyków mrocznym, futurystycznym utworem. James Keith z magazynu Complex pochwalił go za „potężną część rytmiczną”.
Magazyn „Dazed” wydał 4 grudnia 2015 pierwszy minialbum raperki zatytułowany Dai Burger.
Poza wydawaniem albumów, Dai Burger wystąpiła w pierwszej edycji wydarzenia muzycznego w Nowym Jorku „Sound & Style”, poprowadzonej przez Boss Lady i Reebok, i była piosenkarką wspierającą podczas występów Lila Wayne’a i 2 Chainza w Long Beach w 2014. Do tej pory pracowała z takimi artystami, jak Kool Keith, Cakes da Killa, Cazwell i Jonte’ Moaning.
Pierwszy album studyjny artystki, zatytułowany Soft Serve, został wydany 24 sierpnia 2017.

## Dyskografia

### Albumy studyjne
- Soft Serve (2017)

### Mixtape’y
- Mymixxxytape (2010)
- Raw Burger (2011)
- In Ya’ Mouf (2014)

### Minialbumy
- Dai Burger (2015)